# Mafloden

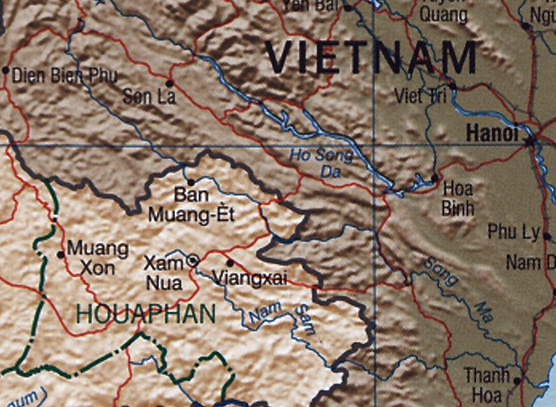
Mafloden

Mafloden (på vietnamesiska Sông Mã) är en flod i Sydostasien. Den börjar i nordvästra Vietnami Dien Bien provinsen, korsar Laos för att sedan fortsätta in i Vietnam och rinna ut i Tonkinbukten. Flodens längd är 512 kilometer.